# 龙子湖高校园区

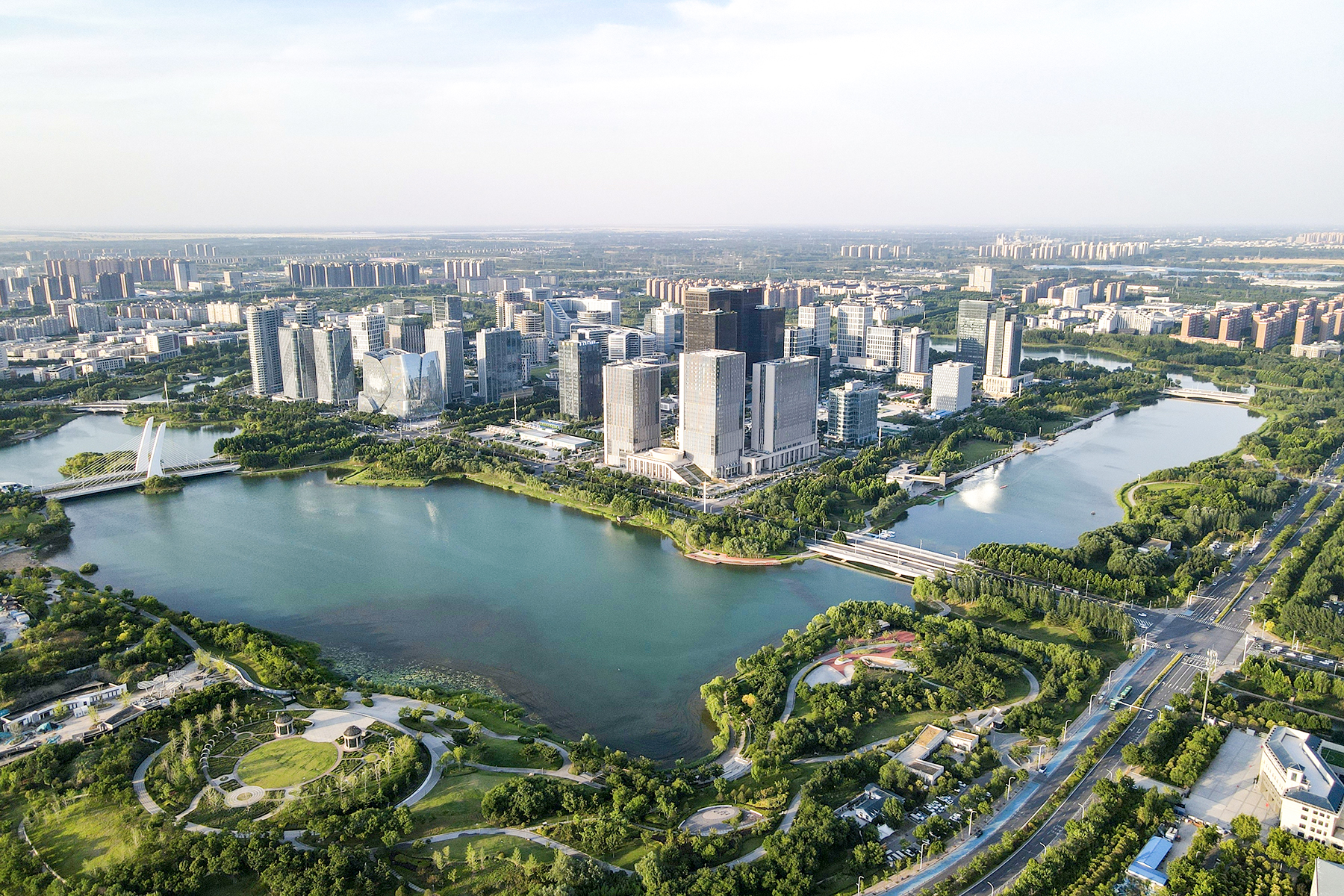
龙子湖及湖心岛

龙子湖高校园区，又称龙子湖大学城，是位于河南郑州郑东新区的一个高教园区，于2002年底正式建立。

## 简介
龙子湖高校园区是郑东新区规划的6个功能区之一，园区规划面积11.21平方公里，由龙子湖工程和高校新校区两部分组成。龙子湖工程占地2.73平方公里，由湖体和湖心岛向部分组成，湖心岛规划有为高校配套服务的商场、超市、宾馆、招待所、影剧院等公共设施，以及学术交流中心、大型图文信息中心等公益设施。
龙子湖所在的区域原来是农田和鱼塘，所有高校的占地均是经河南省和郑州市两级地方政府批准的，不过未到国土资源部报批。因为拆迁补偿问题导致一些农民不断上访令国务院重视这起违法占地案。因为2003年至2004年间的土地违法行为一些官员受到处分，包括原省国土资源厅厅长林景顺和郑州副市长兼郑东新区管委会主任王庆海受到降级处分。

## 入驻高校
龙子湖高校园区由河南大学、河南农业大学、河南中医药大学、河南财经政法大学、华北水利水电大学、郑州航空工业管理学院、河南警察学院、河南财政金融学院、河南牧业经济学院、河南司法警官职业学院、河南经贸职业学院、河南职业技术学院、郑州工程技术学院、郑州信息科技职业学院、河南省社会主义学院这15所高等院校组成。

## 公共交通
郑州地铁1号线与郑州地铁12号线经过园区，1号线沿明理路由南向北依次设龙子湖站、文苑北路站和河南大学新区站三座车站，12号线沿平安大道由东向西依次设龙子湖东站、龙子湖站、龙子湖西站三座车站，两条线在龙子湖站换乘。